# Cruz Laureada de San Fernando

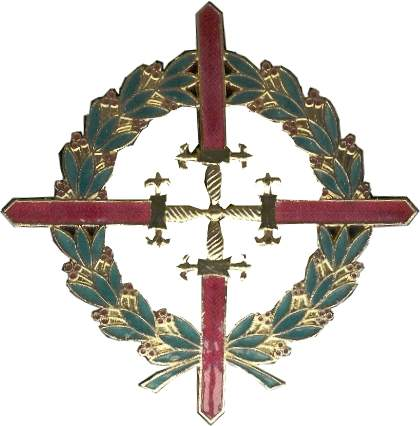
Cruz Laureada de San Fernando.

La Real y Militar Orden de San Fernando, conocida popularmente como Laureada de San Fernando, es la más preciada condecoración militar del Reino de España. El último laureado vivo a título individual falleció el 9 de noviembre de 2007, por lo que se admitió el ingreso en la misma de las medallas militares individuales.

## Historia
La Cruz Laureada de San Fernando fue creada mediante el decreto n.º lxxxviii del 31 de agosto de 1811 en las Cortes de Cádiz y convalidada por real decreto de Fernando VII de 10 de julio de 1815. Su nombre hace referencia al rey Fernando III de Castilla. La concesión de la Cruz Laureada lleva implícita el ingreso en la Real y Militar Orden de San Fernando, primera Orden española de carácter militar.
En el Real Decreto 899/2001 se publicó un nuevo reglamento que, adaptando su regulación a la legalidad vigente, facilita la revitalización y actualización de la Real y Militar Orden de San Fernando.

## Destinatarios
Tiene por objeto «honrar el reconocido valor heroico y el muy distinguido, como virtudes que, con abnegación, inducen a acometer acciones excepcionales o extraordinarias, individuales o colectivas, siempre en servicio y beneficio de España».
Es la máxima recompensa militar de España y tiene por objeto premiar el valor heroico. Premia hechos o servicios militares, individuales o colectivos, con inminente riesgo de la propia vida y siempre en servicio y beneficio de la Patria o de la paz y seguridad de la comunidad internacional. Las acciones recompensadas con «La Laureada» deberán ser realizadas durante el transcurso de conflictos armados o de operaciones militares que requieran el uso de la fuerza armada.
Pueden recibirla los miembros de las Fuerzas Armadas, de la Guardia Civil (cuando realicen actividades de carácter militar) y aquellos civiles que presten servicio dentro de fuerzas militares organizadas.
Su nombre se refiere al rey Fernando III de Castilla. Su prestigio y categoría vienen avalados por las rigurosas exigencias necesarias para iniciar el expediente de concesión y el trámite estricto que conlleva.
El Soberano de la Orden de San Fernando es el Rey de España, que preside el capítulo bienal que se celebra en el Real Monasterio de El Escorial. Su representante en la Orden es el Gran Maestre, que la gobierna auxiliado por la Maestranza.

## Categorías
Las categorías que integran esta orden son:
- Gran Cruz Laureada: reservada para los oficiales generales de los Ejércitos. Consiste en una cruz formada por cuatro espadas en oro unidas por los pomos de sus empuñaduras, acolada a una corona de laurel; banda de seda, de gules, fileteada de naranja, de cuyos extremos pende una venera con la leyenda «Al valor heroico» en el anverso, y la cifra «1811» en el reverso.
- Cruz Laureada Individual: para el resto del personal, militar o civil. Como la anterior, pero las espadas de gules y sin banda.
- Cruz Laureada Colectiva, que podrá ser concedida a unidades u organismos de las FAS o de la Guardia Civil y cuyas insignias son las siguientes:
  - Para personal: una corona de laurel bordada sobre la bocamanga del uniforme.
  - Para centros y organismos: corbata, guion enseña o placa.
- Medalla Militar Individual. La Medalla consiste en un círculo en cuyo interior figura un sol naciente tras el mar y una matrona en pie, representando a España, ofrendando una corona de laurel y sosteniendo un escudo con una cabeza de león.
- Medalla Militar Colectiva. La Medalla consiste en un círculo en cuyo interior figura un sol naciente tras el mar y una matrona en pie, representando a España, ofrendando una corona de laurel y sosteniendo un escudo con una cabeza de león.

Según el reglamento, el poseedor de alguna de estas condecoraciones tendrán derecho al tratamiento inmediatamente superior al que les corresponda, según su empleo militar, cargo que ostente o condiciones especiales que reúnan. Dicho tratamiento se hará constar en cuantos escritos o documentos oficiales se les expidan, anteponiéndose al mismo la dignidad de: «Caballero (o Dama) (Gran) Cruz Laureada», en siglas: «C.(o D.)(G.)C.L.».

## Requisitos para su concesión

Escudo del rey Felipe VI, como soberano de la Orden de San Fernando

La Real y Militar Orden de San Fernando, en su reglamento, precisa con detalle los méritos exigidos para su concesión. Entre ellos, para la Laureada, además del valor heroico, los siguientes:
- Que la acción, hecho o servicio realizado suponga una superación excepcional del deber, al implicar significativos sacrificios y riesgos, incluso la pérdida de la propia vida.
- Que la acción, hecho o servicio no esté originado, como único impulso, por el propósito de salvar la vida, o por la ambición impropia y desmesurada que pueda conducir al interesado, o a las fuerzas de su mando, a un riesgo inútil o excesivo.
- Que se hayan tomado las medidas necesarias para obtener el mayor rendimiento de la acción con el mínimo número de bajas, incluso en el caso de que cumpliendo órdenes o por circunstancias tácticas se llegue deliberadamente al sacrificio propio o al de sus fuerzas, si se tuviera mando, y con los menores daños materiales.
- Que el hecho tenga lugar en momentos críticos y difíciles, circunstancias que vendrán determinadas por las incidencias de la batalla o combate, o porque la acción se lleve a efecto encontrándose el interesado y sus tropas o efectivos en manifiesta inferioridad frente a los del enemigo. Esta inferioridad se debe valorar en función de las fuerzas o armamento, posición en el terreno y defensas, abastecimientos, estado físico, heridas sufridas, moral relajada en las tropas propias o recientes reveses que ocasionaron cuantiosas pérdidas.

- Que el acto heroico produzca extraordinarios cambios favorables y señaladas ventajas tácticas para las fuerzas propias.
- En la estimación que se haga del hecho será mérito destacable el autor del mismo que se haya prestado voluntariamente a ejecutarlo, previstas las extraordinarias dificultades y grandes riesgos que supongan su realización.
- También será acreedor a esta recompensa, sin reunir las condiciones anteriores, quien haya realizado un hecho heroico tan destacado que su ejemplaridad constituya un poderoso incentivo y repercuta en elevar y afianzar la moral en los Ejércitos.

La Medalla Militar premia no el valor heroico sino el muy distinguido, concurriendo similares circunstancias a las anteriormente reseñadas para la Cruz Laureada.

## Condecorados con la Cruz

Escudo de Valladolid

Si la concesión de la laureada es excepcional, puesto que se reserva al valor muy distinguido, la concesión de una segunda de ellas a título personal es una rareza, hasta el punto de que solo hay constancia de ocho militares bilaureados: Rodolfo Lázaro Pozo, Isidoro Chacón Manrique De Lara y Villacepellín —IX marqués de Nevares—, el mariscal de campo Luis José Rentero Soriano; los generales José Sanjurjo Sacanell, Miguel Primo de Rivera y Orbaneja y José Enrique Varela; los capitanes Miguel Rodríguez Bescansa y Pablo Arredondo Acuña, si bien estos dos últimos recibieron la segunda laureada a título póstumo, y el teniente de navío Joaquín Fuster y Dezcallar.
La ciudad de Valladolid y el pueblo de Belchite son las únicas localidades condecoradas con este distintivo militar en 1939 tras la guerra civil española. También está condecorada con esta distinción la Comunidad Foral de Navarra, aunque no lleve dicha laureada en su escudo por decisión de sus instituciones.

## Desposesión de distinciones
El agraciado con cualesquiera de las categorías que haya sido sentenciado por la comisión de un delito doloso o pública y notoriamente haya incurrido en actos contrario a las razones determinantes de la concesión de la distinción podrá, en virtud de expediente iniciado de oficio o por denuncia motivada, y con intervención del Fiscal de la Real Orden, ser desposeído del título correspondiente a la distinción concedida, decisión que corresponde a quien la otorgó.